# Puerto Esperanza (Misiones)
Puerto Esperanza é um município da Argentina, localizado no departamento Iguazú, província de Misiones. Sua população é de 15.579 (INDEC 2001) e uma área de 625 km², estando a 185 metros de altitude. Sua atividade econômica é baseada na silvicultura, contando com uma indústria de Celulose e cultivo de erva mate. A cidade foi fundada em 25 de Setembro de 1926 por imigrantes Suíços que tinham por objetivo a exploraração de erva mate.